# Pharsalia patrona
Pharsalia patrona là một loài bọ cánh cứng trong họ Cerambycidae.